# 奥尔斯特 (南达科他州)
奥尔斯特（英語：Alcester）是美国南达科他州猶尼昂縣下属的一座城市。根据2010年美国人口普查，该市有人口820人。论人口在本州排行第75。